# Hispero-latinský jazyk
Hisperolatinský jazyk nebo též Hibernolatinský, což by šlo překládat i jako „irská latina“. Je to zvláštní varianta psané latiny, užívaná v období 6. až 10. století v Irsku, irskými mnichy a jimi ovlivněnými kontinentálními školami.

## Etymologie názvu
Hisperolatipský jazyk se nazývá podle sbírky básní Hisperica famina. Přičemž Hisperia je slovo vzniklé kontaminací latinských slov Hibernia = Irsko a Hesperides = pololegendární ostrovy blaženosti, umisťované kamsi daleko na západ s jabloní o zlatých plodech, sídlo Hesperidek. Někdy se používalo pojmenování Hesperia jako básnické pojmenování pro Itálii.

## Charakteristické rysy
V hisperolatinské literatuře se vyskytují v latině jinak vzácná slova (přejímaná z glosářů) a neologismy, mnoho slov přejatých z řečtiny (grécismy), výrazy semitské a keltské.
Tak např. v básni tradičně připisované sv. Kolumbovi Altus prosator je netradiční užití neologismu prosator = „předsévač“ z pro-/prod- odpovídající české předponě „před-“ a sator „rozsévač“ přeneseně pak: „původce, stvořitel“, je zde použito pro označení „Boha“ a o něco dále čteme: iduma „ruce“ a pravděpodobně převzaté z hebrejského yadaim (ידיים).

## Dochovaná literatura

### Díla
Mezi významná díla napsaná v hispero-latinském jazyce patří:
Altus prosator: tradičně připisovaný sv. Kolumbovi, ale jeho autorství bylo zpochybněno.
Hisperica famina: anonymní báseň místy vycházející z Isidorových Etymologií a díky tomu datovaná do 6. století.
Lorica připisovaná sv. Gildovi.

### Autoři
Mezi autory patří:
sv. Kolumba, sv. Kolumbán, sv. Adamnanus/Adomnán, Virgilius Maro Grammaticus, sv. Gilda a jeho De Excidio et Conquestu Britanniae a další.
Jan Scotus Eriugena byl pravděpodobně jedním z posledních tvůrců hisperolatinského díla, možná však ještě Hildegarda z Bingenu mohla být pod vlivem pozůstatků hisperolatinské slovesnosti, neboť některá neobvyklá slova, která se nám zachovala v jejích básních, a jež byla v užívání v klášterním prostředí, mohou pocházet z hisperolatinského pramene.

## Význam
Byly to právě Britské ostrovy, které Evropě po pádu říše římské předaly latinskou vzdělanost a slovesnost, irští mniši zakládali množství klášterů po celém kontinentě (viz Iroskotská misie) a s sebou přinášeli bohatství hisperolatinské literatury, některá stará slova nabyla nových křesťanských a soudobých významů, vznikaly nové pojmy odrážející žitou realitu atp. Vytvořila se tak živná půda pro karolínskou renesanci.